# Naruto Shippuden : Les Liens
Pour plus de détails, voir Fiche technique et Distribution.
Naruto Shippuden : Les Liens (劇場版NARUTO-ナルト- 疾風伝 絆, Gekijōban Naruto Shippūden - Kizuna) est le cinquième film japonais basé sur le manga Naruto et le deuxième film adapté de l'anime Naruto Shippûden de Masashi Kishimoto, réalisé par Hajime Kamegaki, sorti le 2 août 2008.
En France, le film a été diffusé le 23 mai 2010 sur Game One sous le titre Naruto Shippuden : Le Maître et le Disciple.

## Synopsis
Un mystérieux groupe de ninjas attaque par surprise le village de Konoha et provoque de grands dommages. D'après Tsunade, ces ninjas proviennent du Pays du Ciel. Sasuke, qui avait quitté Konoha pour partir à la recherche de son frère Itachi, apparait dans ce film car il est chargé de chercher un rouleau qui guérira les blessures d'Orochimaru.
Après l'attaque sur Konoha, Naruto fait la rencontre de Shinnô, un médecin ninja qui soigne un des villageois, et Amaru, la disciple de ce dernier. Naruto, Sakura et Hinata sont chargés de reconduire Amaru à son village tandis que Shikamaru, Saï, Shino et Kakashi sont envoyés en mission de contre-offensive afin de détruire la base des ninjas du pays du Ciel. Une fois arrivée, Amaru découvre que son village a été attaqué et Shinnô sacrifie sa vie pour la sauver d'une nouvelle attaque. Envahie par la haine, Amaru se transforme en Reibi, le démon sans queue. Naruto l'affronte en libérant d'abord trois queues du chakra de Kyûbi, puis en devenant un mini démon-renard à quatre queues, mais retrouve son apparence normale grâce au porte-bonheur de Jiraya. Naruto parvient à libérer Amaru de l'emprise du mal et décide de l’accompagner à la recherche des villageois qui ont été enlevés. Une fois arrivés à l'intérieur de la forteresse, ils découvrent que Shinnô a survécu et s'avère être le souverain du Pays du Ciel, et qu’il a utilisé Amaru pour accroître sa puissance et sa haine en s'emparant du chakra de Reibi et celui des ténèbres. En tant que ninja médecin, il est capable de reconstituer un corps sans vie grâce à une technique de résurrection physique.
Naruto se charge de l'affronter et envoie Amaru libérer les villageois et Hinata. Malgré la supériorité de son adversaire, Naruto refuse toujours d'abandonner, et encourage Amaru à faire le deuil de son maître et à exprimer ses sentiments. Naruto, motivé par l'amour envers ses camarades et son maître, réussit à terrasser Shinnô en le privant de son chakra grâce au nombre de coups portés avec l'aide de ses clones. Alors qu'il s'apprête à l'achever avec l'« Orbe tourbillonnant », Sasuke fait son apparition et l'en empêche. Ce dernier a utilisé ses aiguilles des « Mille oiseaux » pour prendre le contrôle des points vitaux de Shinnô, désactivant ainsi sa technique de régénération. Même après avoir obtenu le rouleau, Sasuke décide d'affronter Shinnô avec l'aide de Naruto, et ensemble, ils réussissent à le vaincre. Naruto décide de rester dans la forteresse pour la détruire tandis que Sasuke, ayant réussi sa mission, retourne auprès d'Orochimaru. Amaru sauve Naruto d'une longue chute, et ils sont rattrapés par Gamabunta, invoqué par Jiraya. À la fin du film, on retrouve Sasuke se remémorant les paroles de Naruto, lui promettant de le ramener un jour à Konoha.

## Fiche technique
- Titre original : 劇場版NARUTO-ナルト- 疾風伝 絆 (Gekijōban Naruto Shippūden - Kizuna)
- Titre français : Naruto Shippuden : Les Liens
- Réalisation : Hajime Kamegaki
- Scénario : Junki Takegami, adapté de l'anime Naruto Shippûden de Masashi Kishimoto
- Direction artistique :
- Musiques :
- Sociétés de production : Aniplex, Bandai Co., Ltd., Dentsu Inc., Shueisha, Studio Pierrot, Tōhō, TV Tokyo
- Société de distribution : Tōhō
- Pays d'origine :  Japon
- Langue originale : japonais
- Format : Couleurs - 1,85 : 1
- Genre : action, fantastique, comédie
- Durée : 90 minutes
- Dates de sortie :
  - 2 août 2008 au  Japon
  - 23 mai 2010 en  France sur Game One

## Doublage
| Personnages    | Voix japonaises   | Voix françaises    |
| -------------- | ----------------- | ------------------ |
| Naruto Uzumaki | Junko Takeuchi    | Carole Baillien    |
| Sakura Haruno  | Chieko Nakamura   | Maïa Baran         |
| Saï            | Satoshi Hino      | Maxime Donnay      |
| Kakashi Hatake | Kazuhiko Inõe     | Franck Dacquin     |
| Yamato         | Rikiya Koyama     | Laurent Van Wetter |
| Hinata Hyûga   | Nana Mizuki       | Élisabeth Guinand  |
| Shino Aburame  | Shinji Kawada     | Alexandre Crépet   |
| Chôji Akimichi | Kentarō Itō       | Thierry Janssen    |
| Neji Hyûga     | Kôichi Toochika   | Xavier Percy       |
| Jiraya         | Hōchū Ōtsuka      | Olivier Cuvellier  |
| Shikamaru Nara | Shôtarô Morikubo  | Jean-Pierre Denuit |
| Shizune        | Keiko Nemoto      | Géraldine Frippiat |
| Tsunade        | Masako Katsuki    | Laurence César     |
| Sasuke Uchiwa  | Noriaki Sugiyama  | Christophe Hespel  |
| Orochimaru     | Kujira            | Peppino Capotondi  |
| Kabuto Yakushi | Nobutoshi Canna   | Romain Barbieux    |
| Amaru          | Motoko Kumai (en) | Julie Basecqz      |
| Shinnô         | Unshō Ishizuka    | Mathieu Moreau     |

Source : Naruto Shippuden : Les Liens sur Planète Jeunesse

## Musique
Une compilation des musiques du film composées par Takanashi Yasuharu est sortie au Japon le 30 juillet 2008 :
Le générique de fin s'intitule «No Rain No Rainbow», interprété par le groupe Home Made Kazoku.

## Autour du film
- L'attaque de Konoha au début du film a été calqué sur la scène de l'attaque de Pearl Harbor le film de Michael Bay[réf. nécessaire].

## DVD
- Le film est sorti au format DVD au Japon le 20 avril 2009 et le 4 août 2010 en France[3].